# Emballonuridae
Los embalonúridos (Emballonuridae) son una familia de murciélagos microquirópteros que alberga 47 especies de distribución tropical y subtropical tanto en el Nuevo como el Viejo Mundo. La familia incluye a algunos de los quirópteros de menor tamaño, con una longitud del cuerpo comprendida entre 3,5 y 10 cm.
Su coloración suele ser marrón o grisácea, si bien el género Diclidurus la posee blanca. Su fórmula dentaria es {\displaystyle {\frac {1-2.1.2.3}{2-3.1.2.3}}} y, como característica que les confiere su nombre en inglés (sac-winged bats, cuya traducción sería «murciélagos con bolsa alar»), poseen una glándula sacular en el propatagio (si bien no se encuentra en todas las especies). Esta glándula produce una sustancia olorosa empleada para marcar el territorio y durante algunos comportamientos.

## Géneros
- Balantiopteryx
- Centronycteris
- Coleura
- Cormura
- Cyttarops
- Diclidurus
- Emballonura
- Mosia
- Peropteryx
- Rhynchonycteris
- Saccolaimus
- Saccopteryx
- Taphozous